# Народний трибун
Народні трибуни (лат. tribuni plebis, букв. — «плебейські трибуни») — у Стародавньому Римі посадові особи, які щорічно (з 494 року до н. е.) обиралися з числа плебеїв на зборах по трибах. Спочатку обиралися 2 народних трибуни, а з 457 року до н. е. — 10.

## Владні функції
Посада народних трибунів була запроваджена законом Lex Sacrata для захисту плебеїв від свавілля патриціанських магістратів. Після закінчення боротьби патриціїв і плебеїв народні трибуни стали захисниками прав та інтересів всіх пересічних громадян. Народні трибуни мали право забороняти розпорядження або постанову будь-якого магістрату (крім диктатора і цензора) і сенату (право вето), арештовувати і накладати штрафи на магістратів (крім диктатора) і пересічних громадян, скликати засідання трибунатних коміцій сенату і головувати на них, видавати едикти і пропонувати законопроєкти. Особа народного трибуна вважалася недоторканною. Народні трибуни були зобов'язані постійно тримати двері будинку відкритими для громадян, що потребували захисту, і не залишати Рим більше ніж на добу, їхня влада була обмежена міською межею Риму. У періоди загострення соціальних протиріч народні трибуни, як правило, очолювали демократичний рух.
З 494 до н. е. щорічно обиралися з плебеїв на куріатних коміціях, а з 471 до н. е. на трибунатних коміціях. Посада народних трибунів була введена для захисту прав плебеїв від свавілля патриціанських магістратів. В період пізньої республіки щорічно вибирали 10 трибунів.
Якийсь час в IV ст. до н. е. вибиралися так звані трибуни з консульською владою, які заміняли консулів (їх могло бути не два, як консулів одночасно, а більше, наприклад, чотири), що стало поступкою патриціату плебейству. Надалі, коли плебеї дістали доступ до всіх магістратів, необхідність в таких трибунах відпала.